# Френсіс Коллінз
Френсіс Коллінз (англ. Francis Collins; нар. 14 квітня 1950) — американський генетик, який став відомий як керівник проєкту «Геном людини». Виконувач обов'язків радника Президента США з питань науки з 18 лютого 2022 року. Очолював Національний інститут здоров'я США у Бетесді, Меріленд, з 2009 до 2021 року.

## Біографія
Коллінз виріс на невеличкій фермі у долині Шенандоа і до шостого класу навчався вдома. У свої шкільні та студентські роки його метою було стати хіміком, тож він не проявляв цікавості до біології. На початку він навчався у Віргінському університеті, де йому присуджено ступінь B.S. з хімії 1970 року. 1974 року він вступив до Єльського університету, щоб отримати ступінь доктора філософії Ph.D у царині Фізичної хімії. Одначе під час навчання у нього виникла зацікавленість до біохімії і він змінив галузь та перейшов до медичної школи при Університеті Північної Кароліни у Чапел-Гілл, де 1977 року йому присуджено науковий ступінь доктора філософії.
1993 року він прийняв пропозицію заступити Джеймса Вотсона на посаді керівника проєкту «Геном людини». У червні 2000 року був отриманий попередній результат розшифровки геному, разом з Коллінзом цю подію анонсували президент США Білл Клінтон і біолог Крейг Вентер.
8 червня 2009 року Барак Обама запропонував кандидатуру Коллінза на посаду керівника Національного інституту охорони здоров'я США. 7 серпня того ж року Сенат затвердив Коллінза на цю посаду.

## Релігійні погляди
На час вступу до університету Коллінз вважав себе атеїстом. Однак смерть батьків змусила его поставити під сумнів свої погляди. Він ознайомився з космологічними свідченнями на користь і проти існування Бога, а також використав книгу К. С. Льюїса «Просто християнство» як основу для перегляду своїх релігійних поглядів. У висліді, він прийшов до Євангельського християнства і тепер визначає свою позицію як «серйозного християнина».